# Caus Castle

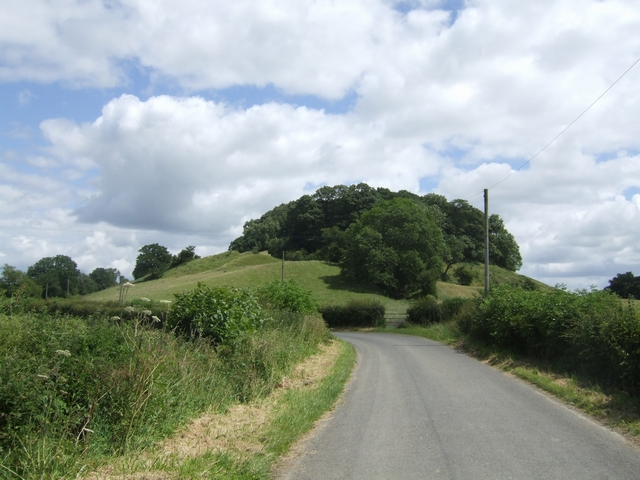
Überreste von Caus Castle

Caus Castle ist eine Burgruine bei dem Dorf Westbury in der englischen Grafschaft Shropshire. Die Überreste einer Wallburg aus der Eisenzeit und einer Motte aus dem Mittelalter liegen in östlichen Vorhügeln des Long Mountain. Die Burgen schützten die Straße von Shrewsbury nach Montgomery in Wales.

## Geschichte
Die älteren, äußeren Erdwerke auf dem Gelände stammen vermutlich von einer Wallburg aus der Eisenzeit, während die spätere Motte in normannischer Zeit entstanden ist.
Roger le Corbet (oder Roger FitzCorbet) erhielt 1069 als Lohn für seine Rolle bei der Eroberung Englands von König Wilhelm dem Eroberer verschiedene Grundherrschaften zu Lehen und dazu den Titel eines Barons Caus. Dieser Titel war nach seinem Anwesen in der Normandie, dem Pays de Caux, benannt. Die Familie Corbet schuldete Roger de Montgomerie, dem ersten Earl of Shrewsbury, den Lehnseid, um ihn in der Kontrolle der Welsh Marches mit der absoluten Kontrolle über ihren Fronhof zu unterstützen. Roger le Corbet ließ Ende des 11. Jahrhunderts Caus Castle als hohen Mound mit sehr geringer Gipfelfläche bauen, auf dem ein Turm und eine gut zu verteidigende Kernburg standen.
Die Burg war so wichtig, dass die Krone an ihrer Erhaltung interessiert war. Heinrich II. belegte sie 1165 mit einer Garnison. 1198 ließ Roger Corbet den Turm, den Donjon und die Kurtine neu in Stein erbauen. Ende des 12. Jahrhunderts wurde eine Siedlung oder ein Borough in der großen Vorburg gegründet. Im Jahre 1263 gab es eine königliche Unterstützung in Höhe von 50 Mark für weitere Bauarbeiten, als die D-förmigen Türme in die Kurtine eingefügt wurden. Die Siedlung enthielt eine Kirche St Margaret und eine Burgkirche St Nicholas. Außerdem sind die Namen der Durchgangsstraßen Castle Street und St Margaret Street dokumentiert. Nach dem Tod von Beatrice Corbet 1347 fiel Caus Castle an den Earl of Stafford. Zu ihren besten Zeiten 1349 wohnten in der Siedlung 58 Bürger. Im selben Jahr hielt der schwarze Tod dort Einzug.
Caus Castle (auch Caux Castle oder Cause Castle geschrieben) wurde von Seneschall Griffith ap Ieuan ap Madoc ap Gwenwys gegen die Rebellion von Owain Glyndŵr im 15. Jahrhundert mit einer Garnison belegt, aber nach Aufrufen walisischer Rechtsassessoren und Studenten an der Universität Oxford wechselte er die Seiten und unterstützte Glyndŵr. Daher wurden ihm die Ländereien seiner Familie und seine Rolle auf Caus Castle 1404 aberkannt. Erst als seine Söhne Ieuan ap Griffith und Sir Gruffudd Vychan John Oldcastle für Lord Charlton of Powys gefangen nahmen, erhielten sie Ländereien und Titel von König Heinrich V. wieder zurück.
Am 10. August 1443 durchbohrte Sir Gruffudd Vychan das Herz seines Meisters, Sir Christopher Talbot (1419–1443), Sohn von John Talbot, 1. Earl of Shrewsbury, und Lanzenkämpferchampion von England, mit einer Lanze. Er wurde für vogelfrei erklärt, ein Kopfgeld von 500 Mark für seine Ergreifung ausgesetzt und seine Ländereien an John Sutton, 1. Baron Dudley, vergeben, da der Tod des jungen Ritters nicht als Unfall angesehen wurde. Der Earl of Stafford nutzte die Burg im 15. und 16. Jahrhundert nur selten und 1521 wird berichtet, dass sie arg verfallen sei, und 1541, dass sie nur noch zwei Pächter habe. Im Juni 1645, im englischen Bürgerkrieg, fiel sie als unwichtige Garnison der Royalisten, wurde zerstört und schließlich gänzlich aufgegeben.